# Młodoszowice
Młodoszowice – wieś w Polsce położona w województwie opolskim, w powiecie brzeskim, w gminie Grodków.
W latach 1975–1998 miejscowość administracyjnie należała do ówczesnego województwa opolskiego. Według Narodowego Spisu Powszechnego Ludności i Mieszkań z 2011 roku liczba ludności we wsi Młodoszowice wynosi 381, z czego 49,9% mieszkańców stanowią kobiety, a 50,1% ludności – mężczyźni.

## Zabytki
Do wojewódzkiego rejestru zabytków wpisany jest kościół fil. pw. św. Marcina, z XV/XVI w.